# 香月萌衣
香月 萌衣（かづき めい、2012年2月26日 - ）は、日本の女優（元子役）、声優、タレント。東京都出身。劇団ひまわり所属。

## 略歴
- NHK Eテレ「天才てれびくんhello,」には、2021年4月から出演、2021年度最年少となる。
  - 当初はてれび戦士ではなく、悠真の妹 風花の後輩の設定で出演、4月26日放送回「デンリキは、カードから」においてデンリキが使えるようになり、4月28日放送回にて正式にてれび戦士になった。前年の松尾そのまに続き、2年連続の途中加入である。
- 萌衣の名前は、「となりのトトロ」の登場人物・草壁メイに由来する。また、母が夢で「メイ〜」と呼んでいたことも名前の由来となっている。
- 昔、父の仕事の都合で香港に住んでたことがある。

## 人物
特技・資格
歌、ジャズダンス、英語。

## 出演
太字は主演、もしくはメインキャラクター。

### バラエティ番組
- 天才てれびくんhello, （2021年4月 - 2023年3月、NHK Eテレ）
- 天才てれびくん（2023年4月 - 、NHK Eテレ）

### ドラマ
- ABUアジア子どもドラマシリーズ2019（2019年、NHK Eテレ）

### 映画
- Merry Christmas! 〜ロンドンに奇跡を起こした男〜（2018年）

### 劇場アニメ
- 天気の子（2019年） - 須賀萌花 役
- シドニアの騎士 あいつむぐほし（2021年） - 谷風長閑 役

### CM
- 明治ミルクチョコレート「junの館」篇
- クラシエ、ナイーブ泡はちみつ ミルクガール

### 舞台
- みんな仲良く（2018年） - さくら 役
- バグズアイランド（2025年） - ファビー 役 ※Wキャスト

### 吹き替え
- クロース（2019年）
- ワッフルとモチ（2021年）
- アバター:ウェイ・オブ・ウォーター（2022年） - トゥク 役〈トリニティ・ジョリー・ブリス〉[2]

### ラジオドラマ
- 青春アドベンチャー
  - 「時めがね金沢うた絵巻」（2020年、NHK-FM）
  - 「ストーリーボックスザ・トーキョー」（2020年、NHK-FM）